# Лазаревское сельское поселение (Кировская область)
Лазаревское сельское поселение — муниципальное образование в составе Уржумского района Кировской области России.
Центр — село Лазарево.

## История
Лазаревское сельское поселение образовано 1 января 2006 года согласно Закону Кировской области от 07.12.2004 № 284-ЗО.
Законом Кировской области от 27 июля 2007 года № 151-ЗО в состав поселения включены населённые пункты упразднённого Ешпаевского сельского поселения.

## Население
| 2010  | 2011  | 2012  | 2013  | 2014  | 2015  | 2016  |
| ----- | ----- | ----- | ----- | ----- | ----- | ----- |
| 1498  | →1498 | ↘1452 | ↘1389 | ↘1356 | ↘1325 | ↘1284 |
| 2017  | 2018  | 2019  | 2020  | 2021  |       |       |
| ↘1257 | ↘1234 | ↘1200 | ↘1175 | ↘1113 |       |       |

## Состав
| № | Населённый пункт | Тип населённого пункта       | Население |
| - | ---------------- | ---------------------------- | --------- |
| 1 | Лазарево         | село, административный центр | ↘1199     |
| 2 | Васькино         | деревня                      | 51        |
| 3 | Гонино           | деревня                      | #Н/Д      |
| 4 | Дубровский       | починок                      | 23        |
| 5 | Ешпаево          | деревня                      | 148       |
| 6 | Ново-Савиново    | починок                      | 29        |
| 7 | Опарино          | деревня                      | 0         |
| 8 | Шурма-Никольский | починок                      | 25        |